# Dieter Koch Musikverlag
Der Dieter Koch Musikverlag (auch: DIKO beziehungsweise DiKo ) war ein Musiklabel des ehemaligen NPD-Funktionärs Dieter Koch. Es hatte seinen Sitz in Sprockhövel, Nordrhein-Westfalen, und zählte von 1996 bis 2000 zu den bekanntesten deutschen Rechtsrock-Labeln.

## Labelgeschichte
Das Label wurde 1996 in Sprockhövel als Ergänzung zu Dieter Kochs Verlag gegründet. Die ersten drei Veröffentlichungen waren die Debütalben von Bulldog, Frontalkraft und Kroizzug. Es erschienen überwiegend deutschsprachige Veröffentlichungen. Zu den internationalen Alben zählen die beiden Thunderrock-Sampler mit unter anderem Brutal Attack und Bound for Glory, das Soloalbum Don’t Think Twice des Brutal-Attack-Sängers Ken McLellan, Soldiers of Freedom sowie Broadsword. Angeschlossen an das Label war ein Versandhandel.
Nach einer Hausdurchsuchung in den Büroräumen des Labels wurden mehrere CDs sichergestellt, die den Tatbestand der Volksverhetzung erfüllten. Am 15. September 1999 wurde Dieter Koch zu einer Bewährungsstrafe verurteilt. Im Prozess räumte er ein, mit dem Label einen Jahresumsatz von 700.000 DM erzielt zu haben. In einem anderen Prozess wurde sein Mitarbeiter Dieter Schirmer verurteilt, der bei einem von Steve Bramekamp (Bandbegründer von Entwarnung und Gitarrist von Kraftschlag) 1996 veranstalteten Konzert der Wuppertaler Band Entwarnung in Solingen zugegen war und Material des Labels verkaufte. Einer der Ordner dort trug eine Hakenkreuzarmbinde. Zudem trat Jens Uwe Arpe, der Sänger von Kraftschlag, als Überraschungsgast auf. Arpe wurde in einem separaten Verfahrens vor dem Landgericht Wuppertal wegen des Singens antisemitischer und rassistischer Lieder zu zwei Jahren Haft ohne Bewährung verurteilt. Das Verfahren gegen Dieter Koch wurde nach der Zahlung einer Geldstrafe eingestellt. Koch beschloss nach den beiden Prozessen, das Label einzustellen und sich auf den Versand von Merchandising-Produkten unter dem Namen Dikotex zu konzentrieren.
Dieter Koch saß bis 2004 für die NPD im Kreistag des Ennepe-Ruhr-Kreises und war zeitweilig Herausgeber der JN-Zeitschrift „Einheit und Kampf“.

## Diskografie
| Band                       | Titel                                            | Jahr | Format   | Code       | Indizierung |
| -------------------------- | ------------------------------------------------ | ---- | -------- | ---------- | ----------- |
| Bulldog                    | Im Zeichen des Sieges                            | 1996 | CD       | DIKOCD 001 |             |
| Frontalkraft               | Wenn der Sturm sich erhebt                       | 1996 | CD       | DIKOCD 002 |             |
| Kroizzug                   | Deutsche Soldaten                                | 1996 | CD       | DIKOCD 003 |             |
| Notwehr                    | Ein neuer Wind                                   | 1996 | CD       | DIKOCD 004 | ja          |
| Wolfsroth                  | Leitwolf                                         | 1997 | CD       | DIKOCD 005 |             |
| Landsturm                  | Tatort Deutschland                               | 1997 | CD,      | DIKOCD 006 | ja          |
| Notwehr                    | Wenn es tobt                                     | 1997 | CD       | DIKOCD 007 | ja          |
| Frontalkraft               | Operation Deutsche Nation                        | 1997 | CD       | DIKOCD 008 |             |
| Mahnwache                  | Mahnwache                                        | 1998 | CD       | DIKOCD 009 |             |
| Sampler                    | Skinrock Deutschland – Teil 1                    | 1997 | CD       | DIKOCD 010 |             |
| Ostseefront                | Ostseefront                                      | 1998 | CD       | DIKOCD 011 |             |
| Idee Z.                    | Unser Spiel                                      | 1998 | CD       | DIKOCD 012 |             |
| Offensive                  | Neuer Angriff                                    | 1998 | CD       | DIKOCD 013 |             |
| Last Viking                | Vaterland                                        | 1998 | CD       | DIKOCD 014 |             |
| The New Dawn               | Schluß mit lustig!                               | 1998 | CD       | DIKOCD 015 |             |
| Sampler                    | Thunderrock Vol. 2 – The Nations Will Rise Again | 1998 | CD       | DIKOCD 016 |             |
| Reinheitsgebot/Ruhestörung | Freiheitsentzug                                  | 1998 | Split-CD | DIKOCD 017 |             |
| Broadsword                 | The Lonely Raven                                 | 1998 | CD       | DIKOCD 018 |             |
| Sampler                    | Best of DiKO – DiKo 001 bis DiKo 018             | 1998 | CD       | DIKOCD 019 |             |
| Soldiers of Freedom        | White Rock Rocks the World                       | 1999 | CD       | DIKOCD 020 |             |
| Ken McLellan               | Don’t Think Twice                                | 1999 | CD       | DIKOCD 021 |             |
| Scheinheilige Brüder       | Terror der PKK                                   | 1999 | CD       | DIKOCD 022 |             |
| Landsturm                  | Das Leben ist ein Würfelspiel                    | 2000 | CD       | DIKOCD 023 |             |
| Sampler                    | Thunder Rock – Voice of Freedom                  | 1997 | CD       | THRO 001   |             |